# Osterwieck
Osterwieck é um município da Alemanha, situado no distrito de Harz, no estado de Saxônia-Anhalt. Tem 212,67 km² de área, e sua população em 2019 foi estimada em 11.010 habitantes.